# József Antallgebouw

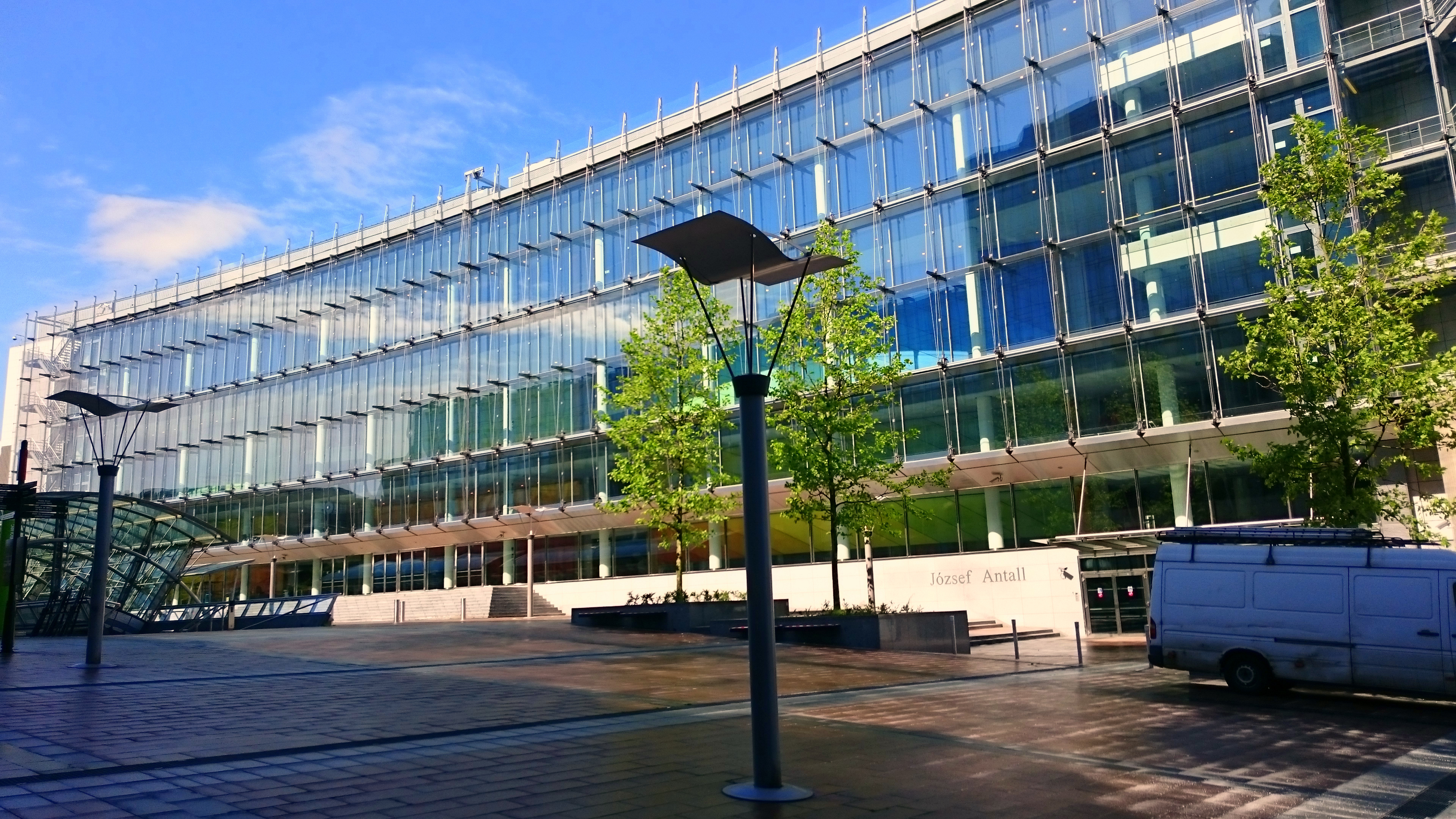
Het József Antallgebouw

Het József Antallgebouw (JAN) is een gebouw van het Europees Parlement in de Leopoldruimte in Brussel. In het gebouw bevinden zich kantoren en vergaderzalen (met tolkcabines) van de Europese fracties en van commissies van het Parlement. Het gebouw uit 2007 (geopend in 2008) werd in 2009 vernoemd naar de Hongaarse politicus József Antall. Het is via de Konrad Adenauer-loopbrug verbonden met het Altiero Spinelligebouw en het Willy Brandtgebouw.